# Ruan-sur-Egvonne
Ruan-sur-Egvonne là một xã thuộc tỉnh Loir-et-Cher trong vùng Centre-Val de Loire miền trung nước Pháp.